# G. Srinivasan
G. Srinivasan (Gopalratnam Srinivasan; * 23. September 1958 in Chennai, Tamil Nadu; † 27. Mai 2007 in Manali, Himachal Pradesh) war ein tamilischer Filmproduzent.
Srinivasan war gemeinsam mit seinem Bruder, dem Regisseur und Drehbuchautor Mani Ratnam, Mitgründer und -betreiber der unabhängigen Filmproduktionsgesellschaft Madras Talkies. Bereits sein Vater Gopalratnam war Filmproduzent, ebenso sein älterer Bruder G. Venkateswaran.
Zu Srinivasans erfolgreichsten Filmproduktionen gehören Iruvar (1997), Kannathil Muthamittal (2002), Aayitha Ezhuthu (2004), Yuva (2004) und Guru (2007).
G. Srinivasan starb bei einem Trekkingunfall, er rutschte aus und fiel in eine 30 Meter tiefe Schlucht. Er hinterlässt seine Frau und drei Töchter.